# 李泊
李泊（1918年—2012年），女，直隶（今河北）巨鹿人，中华人民共和国政治人物，曾任武汉市人大常委会副主任。